# مركز ولادة

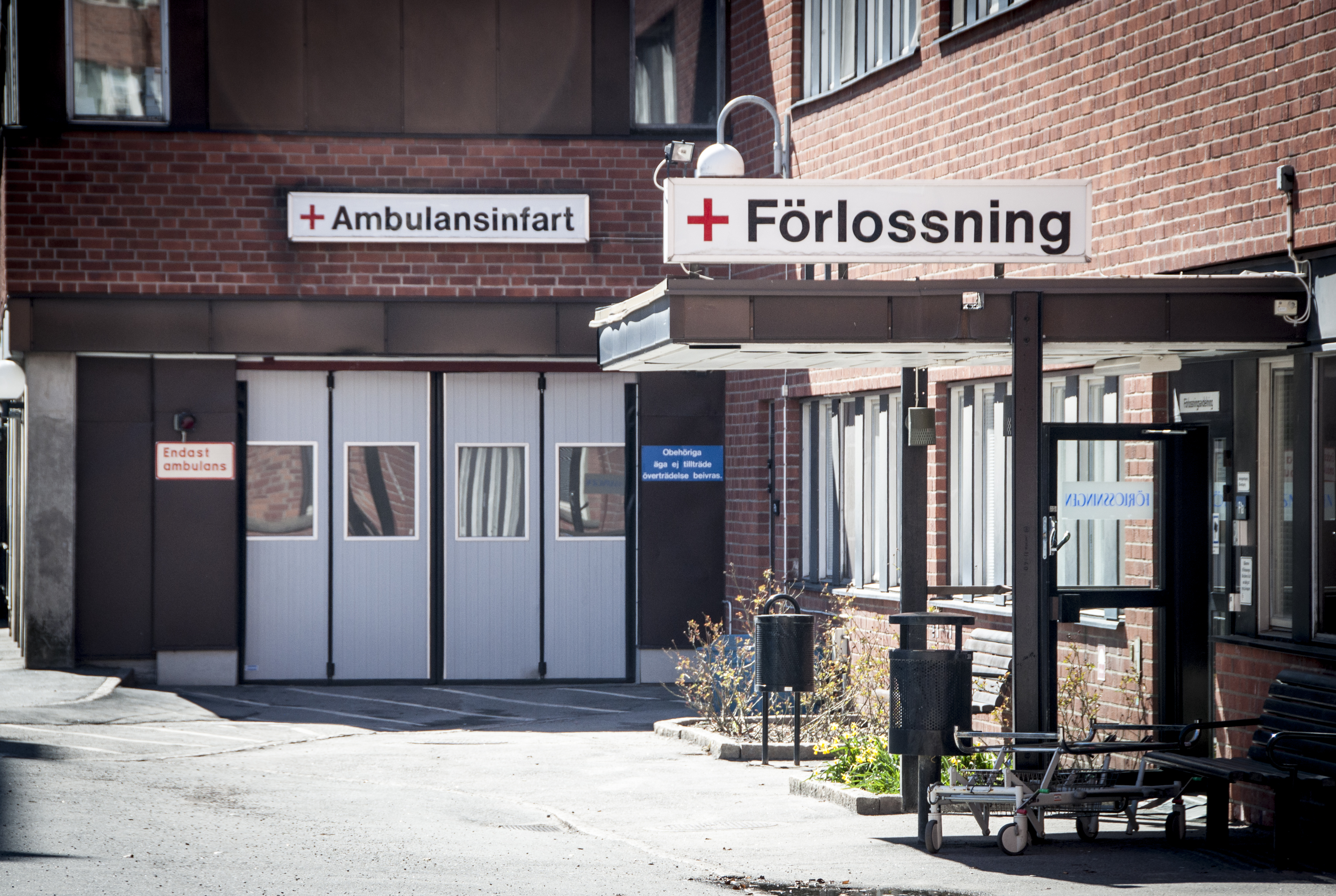

مركز الولادة (بالإنجليزية: birthing center)، هو منشأة للرعاية الصحية تعمل به الممرضات و/أو أطباء التوليد، ومخصصة للأمهات اللواتي في مرحلة المخاض حيث تقوم المولدات والمدربات بمساعدتهن. تقوم المولدات بمساعدة القابلات بعد وصول الأم وذلك لتسهيل الولادة، وتقوم القابلات بمراقبة عملية الولادة وصحة الأم والجنين خلالها وما إذا كانت الحالة تتطلب التدخل الطبي الإضافي وتحتاج الأم إلى نقلها للمستشفى. وفي يومنا الحال قامت بعض المستشفيات بإضافة مراكز الولادة لمرافقها كبديل لأقسام الولادة ذات التقنية العالية التي توجد عادة في معظم المستشفيات.
ويقدم مركز الولادة محيطاً يشبه المنزل أكثر من أجنحة الولادة في المستشفيات، عادة مع مزيد من الخيارات أثناء المخاض: الطعام / الشراب، والموسيقى، وحضور العائلة والأصدقاء في حال الرغبة. ويمكن للميزات الأخرى أن تشمل الأثاث مثل الأسرة ذات الأحجام الكبيرة التي تتسع للأم والأب معاً وبعض أحواض الاستحمام المخصصة للولادة في الماء. ومن المفترض أن يساعد الديكور في زيادة الولادة الطبيعية، وفي مركز الولادة، يمكن للنساء أن يتحركن بحرية وعفوية أكثر خلال ولادتهن، مثل عمل تمارين التقرفص والمشي أو ممارسة أي وضعية أخرى تساعدهن في الولادة وذلك يحث على الوصول إلى مرحلة الولادة النشطة ومدة البقاء في المركز بعد الولادة أقصر مما هي عليه في المستشفيات، ويمكن للأم وطفلها الخروج للمنزل بعد ست ساعات فقط من الولادة في بعض الأحيان.

## مقارنةً بالولادة في المستشفيات
في تقييم لكوكران في عام 2012 يقارن بين مستشفيات الولادة التقليدية وبين العيادات الشبيهة بالمنزل أو المشابهة لعنابر الولادة في المستشفيات التقليدية. وفي مقارنته بين أجنحة الولادة التقليدية وبين الأماكن التي تكون شبيهة بالمنزل، وجد أن الأخيرة كانت تتجه لزيادة الولادات الطبيعية التلقائية، والاستمرار بالرضاعة لمدة ستة لثمانية أسابيع والجانب ايجابي للرعاية. ووجد في تقييمه أيضاً أن الولادة في مراكز الولادة البديلة قللت من احتمالية التدخل الطبي خلال الولادة من دون زيادة الخطر على الأم والطفل.

## مراكز الولادة في الولايات المتحدة
نشأت مراكز الولادة في سواحل الولايات المتحدة في 1970 مثل العيادات، كبدائل لمؤسسات الرعاية الصحية الضخمة. ويغطي التأمين الصحي عادة المراكز الصحية الآن. كما أن العديد من الممارسات المبتكرة في مراكز الولادة بدأت باجتياح أقسام الولادة في المستشفيات وتلك الابتكارات تتضمن:
- استخدام البانيو أو الحمامات الساخنة من أجل المخاض و/أو الولادة.
- دش مخصص للأم من أجل الولادة.
- قبول المستشفى لرغبة الأم في المشي واستخدام. الكرة المخصصة للولادة ورغبتها في عدم استخدام مسكنات الألم خلال الولادة، كما يسمح للأم باصطحاب الرضيع في غرفتها بعد الولادة.
- توفير أسرّة لأفراد الأسرة للبقاء مع الأم خلال فترة المخاض والولادة.

هناك العديد من المتطلبات التي يجب أن تلبيها المرأة لتتمكن من الولادة في مركز الولادة. أولاً، يجب أن يكون حملها غير معقداً وغير محمّل بالأخطار، وتتطلب مراكز الولادة التي تكون قائمة بذاتها إلى مستشفى احتياطي وذلك في حالة وجود أية تعقيدات خلال الولادة والتي تتطلب رعاية مكثفة. وعلى الرغم من ذلك، حتى لو لم يكن من الممكن الولادة في المركز نظراً للحمل العالي الخطورة، فإن قابلات المركز يوفرن رعاية ما قبل الولادة وتصل لأسبوع معين من الحمل، أو رعاية في المستشفى جنباً إلى جنب مع طبيب التوليد.
وهناك مؤسسة تدعم وتروج لمراكز الولادة على الصعيد الوطني، وتسمى بالجمعية الأمريكية لمراكز الولادة (AABC).وقد اختارت العديد من مراكز الولادة على الصعيد الوطني لأن تصبح معتمدة من قبل هيئة اعتماد مراكز الولادة (CABC).
وهناك توجيهات صارمة لعملية الاعتماد التي تدعم مراكز الولادة بجعلها أماكن ولادة طبيعية وتتضمن هذه التوجيهات عدم مراقبة الجنين بشكل المستمر أثناء المخاض للسماح للمرأة بالتحرك.
كان هناك الكثير من البحوث في السنوات الأخيرة لدعم الولادة في المستشفيات- خاصة الولادة في مراكز الولادة- وذلك لكونها آمنة أكثر من المستشفيات بكثير بسبب الاستخدام الحكيم للتكنولوجيا، والمهنيين المرخص لهم واتصالها بنظام الرعاية الصحية.

## مراكز ولادة الأميش في الولايات المتحدة
يعرف الأميش باحترامهم الكبير للتقاليد، وعادة ما تلد نسائهم في البيوت أو في مراكز الولادة وغالبية نساء الأميش لا يذهبن إلى المستشفى للولادة إلا إن كان هناك خطر طبي على الأم أو الطفل، ولكن بعض نساء الأميش يخترن الذهاب إلى المستشفى للولادة وذلك من أجل راحة بالهن. وقد تم كتابة كتابين عن مشاكل الأميش الطبية بما يتضمن الممارسات المتبعة في الولادة: كتاب د. فرو: طبيبة بين الأميش وكتبته قريس كايزر وكتاب الزيارات المنزلية ومواقع الربط: قصص من مهنة د. إلتون ليمان بين الأميش وكتبه إلتون ليمان. ويعرف ليمان بعمله في تأسيس مركز ولادة للأميش قائماً بذاته. وأول مركز تم تأسيسه في أوهايو عام 1984 ويسمى مركز رعاية ماونت إيتون. وعددت كايزر في كتابها طبيعة الولادة الخاصة بالأميش كما أشارت إلى عادة نساء الأميش في الاحتفاظ بسر ولادتهن عن الجميع ماعدا أزواجهن والقابلات طبيب الولادة كما وأشارت إلى عادة النساء في الانتظار حتى مرحلة الولادة النشطة قبل أن يستدعين القابلات أو طبيب الولادة، ونظراً إلى العادة المذكورة أخيراً، عادةً ما ينتهي الأمر بتوليد الآباء لأبنائهم قبل وصول القابلة أو طبيب الولادة في حالة الولادة في المنزل. وتستمر نساء الأميش اللاتي يخترن الولادة في منازلهن بالعمل في مهام المنزل حتى يصبحن غير قادرات جسدياً على الاستمرار. وفي حالة اختيار الولادة في المركز، تكون لهن الحرية في الأكل والشرب والزيارة مع أفراد العائلة...الخ كما في المنزل.

## مراكز الولادة في أستراليا
بدأت حكومات الولايات والأقاليم في عام 2002 بالاستجابة لمطالب المستهلكين في زيادة عدد مراكز الولادة المتاحة للنساء وذلك
في استجابة لخطة الأمومة الوطنية. وبينما معظم مراكز الولادة مرتبطة بالمستشفيات، يتم تأسيس البعض منها لتكون مراكز قائمة بذاتها وبعيدة عن دعم المستشفيات. وتعتبر المراكز «آمنة» إذا كانت تبعد عن المستشفى بما لا يزيد عن 90 دقيقة. وتدار أغلب مراكز الولادة بواسطة القابلات فحسب، مع دعم من أطباء الولادة في حالة وجود أية تعقيدات.
تبتعد بعض مراكز الولادة في أستراليا عن نموذج «منخفض الخطورة» إلى نموذج كامل الخطورة وذلك عند قبول امرأة لديها تعقيدات طبية في المركز، ولكن يتم توفير الرعاية الكافية في حال الضرورة.

## مراكز الولادة في كندا
لا تزال مراكز الولادة في كندا مسألة مثيرة للجدل، ولكن الخيار للمرأة الكندية ما إذا كانت تود الذهاب لمركز الولادة أم لا
كما تقدم المستشفيات هذا الخيار ويتاح أيضاَ في العيادات المتخصصة.

## روابط خارجية
- American Association of Birth Centers
- Commission for the Accreditation of Birth Centers